# Benik Afobe
Benik Afobe (Leyton, 12 febbraio 1993) è un calciatore congolese (Repubblica Democratica del Congo) con cittadinanza britannica, attaccante svincolato.

## Carriera

### Club

#### Arsenal ed i vari prestiti
Afobe è un prodotto dell'Academy dell'Arsenal. Tra il 2010 e il 2015 è stato mandato in prestito rispettivamente a Huddersfield Town, Reading, Bolton Wanderers, Millwall, Sheffield Wednesday e MK Dons.

#### Wolverhampton
Il 14 gennaio 2015 si trasferisce per 2,6 milioni di euro al Wolverhampton Wanderers e firma un contratto della durata di tre anni e mezzo. Termina la sua prima stagione con i "Wolves" segnando 13 reti in 21 incontri giocati.
Ha inoltre segnato il primo goal dei Wolves per la stagione di Championship 2015-2016 il giorno 8 agosto nel match esterno contro i Blackburn.

#### Bournemouth
Dopo che già in estate erano state rifiutate offerte crescenti del Norwich City e in concorso con la messa in vendita della società Wolverhampton Wanderers che destabilizza un po' tutto l'ambiente, Afobe chiede di essere facilitato a un eventuale trasferimento in Premier League.
Ciò accade il 10 gennaio 2016 quando passa al neopromosso Bournemouth per 13.3 milioni di euro.

#### Wolverhampton e Stoke City
Il 1º febbraio 2018 viene ceduto in prestito al Wolverhampton, con cui al termine della stagione vince il campionato e ottiene la promozione in Premier League.
Il 1º giugno viene acquistato a titolo definitivo dai Wolves, ma dopo soli undici giorni passa in prestito semestrale con obbligo di riscatto allo Stoke City.

#### Trabzonspor
Nella stagione 2020-2021 gioca nella prima divisione turca con il Trabzonspor.

### Nazionale
Dopo numerose presenze nelle varie nazionali giovanili inglesi, tra il 2017 ed il 2018 ha segnato un gol in 6 presenze con la maglia della nazionale maggiore della Repubblica Democratica del Congo.

## Statistiche

### Presenze e reti nei club
Statistiche aggiornate al 1º agosto 2017.
| Stagione             | Squadra              | Campionato           | Campionato | Campionato | Coppe nazionali | Coppe nazionali | Coppe nazionali | Coppe continentali | Coppe continentali | Coppe continentali | Altre coppe | Altre coppe | Altre coppe | totale | totale | totale |
| Stagione             | Squadra              | Comp                 | Pres       | Reti       | Comp            | Pres            | Reti            | Comp               | Pres               | Reti               | Comp        | Pres        | Reti        | Pres   | Reti   |        |
| -------------------- | -------------------- | -------------------- | ---------- | ---------- | --------------- | --------------- | --------------- | ------------------ | ------------------ | ------------------ | ----------- | ----------- | ----------- | ------ | ------ | ------ |
| 2010-2011            | Huddersfield Town    | FL1                  | 28+3       | 5+0        | FACup+CdL       | 3+0             | 1+0             | -                  | -                  | -                  | FT          | 1           | 2           | 35     | 8      |        |
| mar.-mag. 2012       | Reading              | FLC                  | 3          | 0          | -               | -               | -               | -                  | -                  | -                  | -           | -           | -           | 3      | 0      |        |
| 2012-gen. 2013       | Bolton               | FLC                  | 20         | 2          | FACup+CdL       | 2+1             | 0+1             | -                  | -                  | -                  | -           | -           | -           | 23     | 3      |        |
| feb.-mag. 2013       | Millwall             | FLC                  | 5          | 0          | -               | -               | -               | -                  | -                  | -                  | -           | -           | -           | 5      | 0      |        |
| 2013-2014            | Sheffield Weds       | FLC                  | 12         | 2          | FACup+CdL       | 1+0             | 0+0             | -                  | -                  | -                  | -           | -           | -           | 13     | 2      |        |
| 2014-gen. 2015       | MK Dons              | FL1                  | 22         | 10         | FACup+CdL       | 3+4             | 2+6             | -                  | -                  | -                  | FT          | 1           | 1           | 30     | 19     |        |
| gen.-giu. 2015       | Wolverhampton        | FLC                  | 21         | 13         | -               | -               | -               | -                  | -                  | -                  | -           | -           | -           | 21     | 3      |        |
| 2015-gen. 2016       | Wolverhampton        | FLC                  | 25         | 9          | FACup+CdL       | 0+2             | 0+1             | -                  | -                  | -                  | -           | -           | -           | 27     | 10     |        |
| gen.-giu. 2016       | Bournemouth          | PL                   | 15         | 4          | -               | -               | -               | -                  | -                  | -                  | -           | -           | -           | 15     | 4      |        |
| 2016-2017            | Bournemouth          | PL                   | 31         | 6          | FACup+CdL       | 0+2             | 0               | -                  | -                  | -                  | -           | -           | -           | 33     | 6      |        |
| 2017-gen. 2018       | Bournemouth          | PL                   | 17         | 0          | FACup+CdL       | 2+3             | 0+1             | -                  | -                  | -                  | -           | -           | -           | 22     | 1      |        |
| Totale Bournemouth   | Totale Bournemouth   | Totale Bournemouth   | 63         | 10         |                 | 7               | 1               |                    | -                  | -                  |             | -           | -           | 70     | 11     |        |
| gen.-giu. 2018       | Wolverhampton        | FLC                  | 16         | 6          | FACup+CdL       | 0+0             | 0+0             | -                  | -                  | -                  | -           | -           | -           | 16     | 6      |        |
| Totale Wolverhampton | Totale Wolverhampton | Totale Wolverhampton | 62         | 28         |                 | 2               | 1               |                    | -                  | -                  |             | -           | -           | 64     | 29     |        |
| 2018-2019            | Stoke City           | FLC                  | 45         | 8          | FACup+CdL       | 2+2             | 0+1             | -                  | -                  | -                  | -           | -           | -           | 49     | 9      |        |
| ago. 2019            | Stoke City           | FLC                  | 1          | 0          | FACup+CdL       | 0+0             | 0+0             | -                  | -                  | -                  | -           | -           | -           | 1      | 0      |        |
| 2019-2020            | Bristol City         | FLC                  | 12         | 3          | FACup+CdL       | 0+0             | 0+0             | -                  | -                  | -                  | -           | -           | -           | 12     | 3      |        |
| ago. 2020            | Stoke City           | FLC                  | 0          | 0          | FACup+CdL       | 0+1             | 0+0             | -                  | -                  | -                  | -           | -           | -           | 1      | 0      |        |
| Totale Stoke City    | Totale Stoke City    | Totale Stoke City    | 46         | 8          |                 | 5               | 1               |                    | -                  | -                  |             | -           | -           | 51     | 9      |        |
| 2020-2021            | Trabzonspor          | SL                   | 28         | 5          | TK              | 0               | 0               | -                  | -                  | -                  | ST          | 1           | 0           | 29     | 5      |        |
| 2021-2022            | Millwall             | FLC                  | 38         | 12         | FACup+CdL       | 1+2             | 1+0             | -                  | -                  | -                  | -           | -           | -           | 41     | 13     |        |
| 2022-gen. 2023       | Millwall             | FLC                  | 19         | 2          | FACup+CdL       | 0+0             | 0+0             | -                  | -                  | -                  | -           | -           | -           | 19     | 2      |        |
| Totale Millwall      | Totale Millwall      | Totale Millwall      | 57         | 14         |                 | 3               | 1               |                    | -                  | -                  |             | -           | -           | 60     | 15     |        |
| gen.-giu. 2023       | Hatta Club           | D1                   | 17         | 9          | PC              | 0               | 0               | -                  | -                  | -                  | -           | -           | -           | 17     | 9      |        |
| Totale carriera      | Totale carriera      | Totale carriera      | 378        | 96         |                 | 31              | 14              |                    | -                  | -                  |             | 1           | 0           | 410    | 110    |        |

### Cronologia presenze e reti in nazionale
| Cronologia completa delle presenze e delle reti in nazionale ― RD del Congo | Cronologia completa delle presenze e delle reti in nazionale ― RD del Congo | Cronologia completa delle presenze e delle reti in nazionale ― RD del Congo | Cronologia completa delle presenze e delle reti in nazionale ― RD del Congo | Cronologia completa delle presenze e delle reti in nazionale ― RD del Congo | Cronologia completa delle presenze e delle reti in nazionale ― RD del Congo | Cronologia completa delle presenze e delle reti in nazionale ― RD del Congo | Cronologia completa delle presenze e delle reti in nazionale ― RD del Congo |
| Data                                                                        | Città                                                                       | In casa                                                                     | Risultato                                                                   | Ospiti                                                                      | Competizione                                                                | Reti                                                                        | Note                                                                        |
| --------------------------------------------------------------------------- | --------------------------------------------------------------------------- | --------------------------------------------------------------------------- | --------------------------------------------------------------------------- | --------------------------------------------------------------------------- | --------------------------------------------------------------------------- | --------------------------------------------------------------------------- | --------------------------------------------------------------------------- |
| 10-6-2017                                                                   | Kinshasa                                                                    | RD del Congo                                                                | 3 – 1                                                                       | Rep. del Congo                                                              | Qual. Coppa d'Africa 2019                                                   | -                                                                           | 54’                                                                         |
| 1-9-2017                                                                    | Radès                                                                       | Tunisia                                                                     | 2 – 1                                                                       | RD del Congo                                                                | Qual. Mondiali 2018                                                         | -                                                                           | 61’                                                                         |
| 27-3-2018                                                                   | Dar-es-Salaam                                                               | Tanzania                                                                    | 2 – 0                                                                       | RD del Congo                                                                | Amichevole                                                                  | -                                                                           | 64’                                                                         |
| 28-5-2018                                                                   | Port Harcourt                                                               | Nigeria                                                                     | 1 – 1                                                                       | RD del Congo                                                                | Amichevole                                                                  | -                                                                           | 73’                                                                         |
| 9-9-2018                                                                    | Monrovia                                                                    | Liberia                                                                     | 1 – 1                                                                       | RD del Congo                                                                | Qual. Coppa d'Africa 2019                                                   | -                                                                           | 74’                                                                         |
| 16-10-2018                                                                  | Harare                                                                      | Zimbabwe                                                                    | 1 – 1                                                                       | RD del Congo                                                                | Qual. Coppa d'Africa 2019                                                   | -                                                                           | 70’                                                                         |
| Totale                                                                      |                                                                             | Presenze                                                                    | 6                                                                           |                                                                             | Reti                                                                        | 0                                                                           |                                                                             |

## Palmarès

### Club

#### Competizioni nazionali
- Campionato inglese di seconda divisione: 1

Wolverhampton: 2017-2018
- Supercoppa di Turchia: 1

Trabzonspor: 2020

### Nazionale
- Campionato d'Europa Under-17: 1

Liechtenstein 2010

### Individuale
- Capocannoniere della Football League Cup: 1

2014-2015 (6 gol)